# Guatemala ai Giochi della XIX Olimpiade
Il Guatemala partecipò ai Giochi della XIX Olimpiade che si sono svolti a Città del Messico dal 12 al 27 ottobre 1968, con una delegazione di 48 atleti impegnati in 8 discipline: atletica leggera, calcio, ciclismo, lotta, nuoto, pugilato, sollevamento pesi e tiro. Portabandiera fu Teodoro Palacios, atleta del salto in alto. Fu la seconda partecipazione di questo paese ai Giochi, la prima dopo quelli del 1952. Non fu conquistata nessuna medaglia.